# Liste der Baudenkmale in Murchison
Die Liste der Baudenkmale in Murchison umfasst alle vom New Zealand Historic Places Trust (NZHPT) als „Historic Place“ oder „Historic Area“ eingestuften Baudenkmale und Flächendenkmale der neuseeländischen Ortschaft Murchison. Die Angaben stammen aus dem Register des NZHPT. Die Bezeichnungen der Baudenkmale orientieren sich an diesem Register. In die Liste werden auch bekannte Wahi Tapu (Area), kulturell und religiös bedeutsame Stätten und Gebiete der Māori, aufgenommen. Sie werden jedoch meist nicht publiziert.

| Bild           | Bezeichnung                  | Ort       | Anschrift               | Beschreibung                 | Bauzeit   | Eintrag            | Nummer | Kat. |
| -------------- | ---------------------------- | --------- | ----------------------- | ---------------------------- | --------- | ------------------ | ------ | ---- |
| weitere Bilder | Commercial Stables           | Murchison | 35 Fairfax Street Karte | Stallungen                   | 1890      | 30. Oktober 2009   | 1634   | 2    |
| weitere Bilder | Council Chambers (frühere)   | Murchison | 92 Fairfax Street Karte | Gebäude des Gemeinderates    | 1913      | 30. September 2009 | 1635   | 2    |
| weitere Bilder | Murchison Theatre            | Murchison | 27 Fairfax Street Karte | Kino und Veranstaltungshalle | 1920      | 13. August 2009    | 1636   | 2    |
| weitere Bilder | St Paul's Church (Murchison) | Murchison | 95 Fairfax Street Karte | anglikanische Kirche         | 1905 (ab) | 30. Oktober 2009   | 1659   | 2    |
| weitere Bilder | Hodgson's Store and Stables  | Murchison | 46 Fairfax Street Karte | Laden und Stall              | 1900/1930 | 30. Oktober 2009   | 2970   | 2    |